# Hideaki Sorachi
Hideaki Sorachi (空知 英秋 Sorachi Hideaki?) nacido el 25 de mayo de 1979 en Hokkaidō, Japón. Es un artista de manga japonés, reconocido por crear la serie Gintama.

## Biografía
Sorachi estaba muy interesado en el manga durante su infancia. Sin embargo, en cuarto año de escuela primaria, le mostró su obra a su padre, quien de inmediato se burló de él. Sorachi abandonó temporalmente sus objetivos de trabajar como mangaka. Años después, al graduarse en la universidad, no pudo encontrar empleo, por lo tanto retomó el manga, que había aprendido a hacer en la universidad. Ganó algo de reconocimiento gracias a su primer one-shot, Dandilion.
En 2003 un editor trató de convencerlo para crear una nueva serie, debido a un nuevo programa de televisión basado en las fuerzas policiales de los Shinsengumi y que se transmitiría en la televisión japonesa del próximo año. Sin embargo, la idea original era hacer El viaje Sorachi, bajo la sombrilla de la Harry Potter, la franquicia. Una serie acerca de una escuela para dispellers demonio, después de varios argumentos y un intento de escribir la serie de los Shinsengumi, Sorachi se dio por vencido, cogió lo que había en el guion y lo retorció para convertirlo en la pseudo-histórica serie de ciencia ficción llamado Gintama.
El manga Gintama fue publicado en diciembre de 2003 en la revista Shonen Jump. Cosechando un éxito inesperado dentro y fuera de Japón, que se adaptó en formato Anime, Ovas y una película en imagen real, incluyendo figuras. Sorachi hizo un manga Spin-off de Gintama llamado 3-Z Class's Ginpachi-sensei.
Es licenciado en publicidad comercial, y se autorretratá como un Gorila incluyendo en apariciones del manga y anime de Gintama. Tiene un perro mascota llamado Chapiemon.
Sorachi aparece en la lista de los autores más populares del 2017 según el portal japonés Charapedia.

## Trabajos

### One-shot
- 13
- Dandelion
- Shirokuro (Blanco y Negro en español)
- Samuraider (Descontinuado en la fase de dibujo)
- Bankara

### Manga
- Gintama (2003-2019)
- 3-Z Class's Ginpachi-sensei - spin-off (2006)
- 13 (2008)